# غرد رحمت
غرد رحمت هي قرية في مقاطعة بيرانشهر، إيران. عدد سكان هذه القرية هو 275 في سنة 2006.